# Leonardendron
Leonardendron là một chi thực vật có hoa trong họ Đậu.